# Acido cicorico
L'acido cicorico è un acido idrossicinnamico, un composto organico appartenente alla classe dei fenilpropanoidi presente in alcuni vegetali. È un derivato sia dell'acido caffeico, sia dell'acido tartarico.

## Fonti
L'acido cicorico è stato inizialmente isolato dal Cichorium intybus (cicoria) ma si trova anche in quantità significativa nell'echinacea, in particolare Echinacea purpurea, foglie di dente di leone, basilico, melissa e piante acquatiche.

## Funzioni biologiche
L'acido cicorico ha dimostrato di stimolare la fagocitosi in vitro e in vivo, di inibire la funzione della ialuronidasi (un enzima che scompone l'acido ialuronico nel corpo umano), di proteggere il collagene dai danni causati dai radicali liberi e di inibire la funzione dell'integrasi dell'HIV-1.